# Теорія кіно
Кінознавство (Теорія кіно) — наука, що намагається теоретично пояснити та обґрунтувати твір кіномистецтва, тобто кінофільм. Кінознавство розглядає фільм як твір мистецтва, але й також як засіб масової інформації та товар. Відповідно до цього існують естетична, комунікативно та економічна теорії фільму. Окрім цього розрізняють два напрямки: з точки зору виробництва кінофільму (кіноіндустрія), або ж дослідження сприйняття фільму та його впливу на глядача. Не слід плутати кінознавство з кінокритикою, попри те, що в них багато спільного, це дві різні наукові дисципліни.

## Історія
Французький філософ Анрі Бергсон до певної міри передрік розвиток теорії кіно і кінематографа на початку — в середині 1900-х років. Він говорив про необхідність нового мислення, придумавши терміни «рух-образ» і «час-образ». Проте в есе 1906 року «L' illusion cinématographique» («Ілюзія кінематографу») Бергсон відкидає фільм як втілення того, що він мав на увазі.
Засновником кінотеорії прийнято вважати Річотто Канудо. Центральною роботою Канудо, покликаною затвердити статус кінематографу як повноцінного мистецтва, став «Маніфест семи мистецтв» (1911).
Відмітною особливістю раннього етапу розвитку теорії кінематографу є нерозривний зв'язок теорії й кіно-практики. Більшість ранніх теоретиків виступали також і як режисери і сценаристи своїх фільмів, головне завдання яких полягало в тому, щоб проілюструвати їх власні теоретичні викладки, пов'язані переважно з визначенням найважливіших елементів простору кіно. Це значною мірою відбилося в роботах таких режисерів як Жермен Дюлак, Луї Деллюк, Жан Епштейн, Сергій Ейзенштейн, Лев Кулєшов, Дзига Вертов, а також роботах теоретиків кіно Леона Муссінака, Рудольфа Арнхайма, Бели Балажа, Зігфріда Кракауера. Вони підкреслювали, що фільм істотно відрізняється від реальності і кіно можна розглядати як дійсну реальність, створену в процесі зйомок.
Після Другої світової війни, французький критик і теоретик кіно Андре Базен виступив проти такого підходу до кіно, стверджуючи, що суть фільму — це його здатність механічно відтворювати реальність, передавати її максимально точно і без спотворень.
У 1960-х і 1970-х роках теорія кіно стала академічною дисципліною, запозичивши концепції з психоаналізу, гендерних досліджень, антропології, літературній теорії, семіотики і лінгвістики.
У 1990-х роках цифрова революція в технологіях вплинула на теорію кіно. Так, теоретиками Мері-Енн Доун, Філіпом Розеном і Лорою Малві було переоцінено використання целулоїдної плівки для зйомок. Концепція реальності в кіно стала розглядатися з психоаналітичної точки зору.

## Спеціальні теорії кіно
- Феміністична теорія
- Формалістська теорія
- Структуралістська теорія
- Марксистська теорія
- Психоаналітична теорія кіно